# Военно-воздушные силы Сальвадора
Военно-воздушные силы Сальвадора (исп. Fuerza Aérea Salvadoreña) — один из видов вооружённых сил Сальвадора.

## История

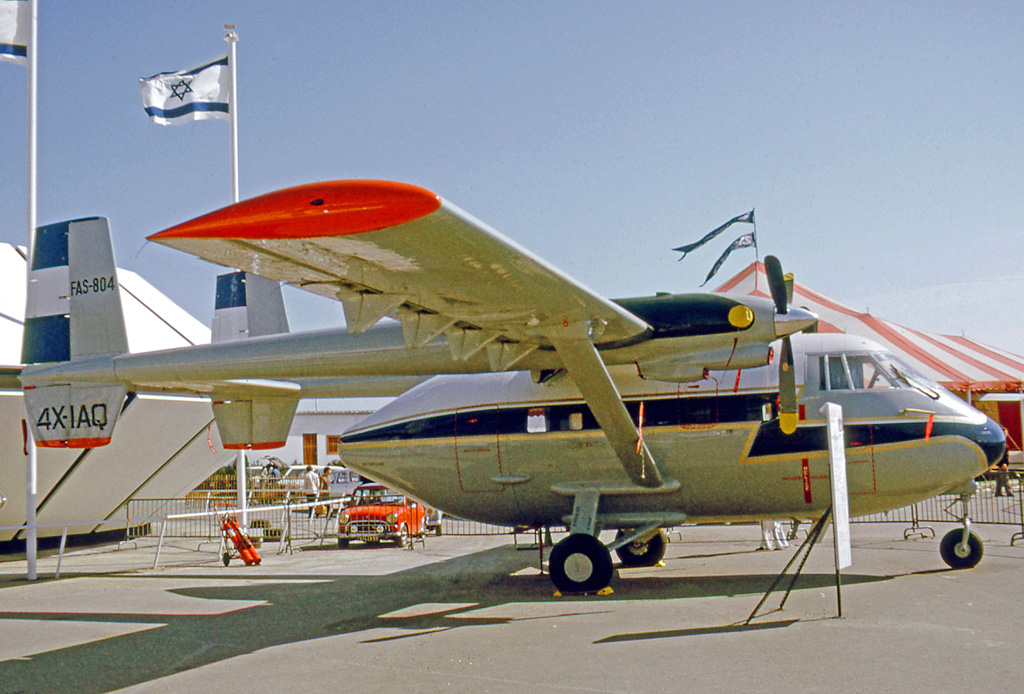
IAI-201 «Arava» военно-воздушных сил Сальвадора (лето 1975 года)

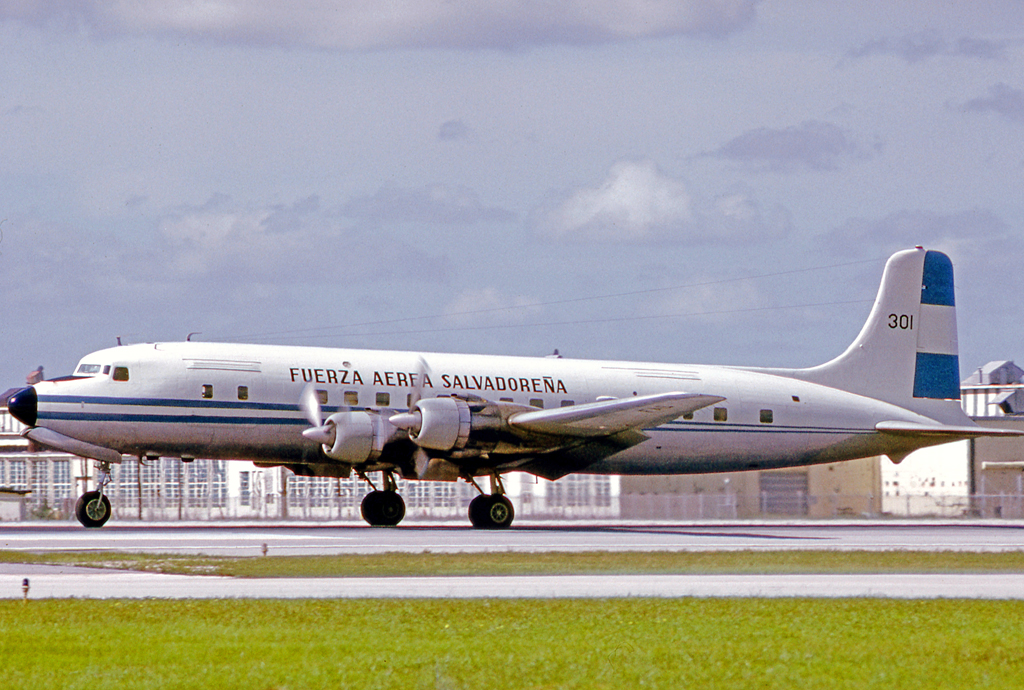
Douglas DC-6B военно-воздушных сил Сальвадора в Международном аэропорту Майами, 1975 год

Военно-воздушные силы армии Сальвадора (Fuerza Aérea Ejército de Salvador) были созданы 20 марта 1923 года и первоначально состояли из нескольких устаревших аэропланов американского производства.
4 декабря 1929 года был создан аэроклуб для подготовки пилотов.
Военное сотрудничество c США началось в 1930-е годы и значительно усилилось в ходе Второй мировой войны (поставки вооружения и авиатехники по программе ленд-лиза) и после подписания в сентябре 1947 года в Рио-де-Жанейро Межамериканского договора о взаимной помощи.
30 октября 1947 года по программе ARP США передали военно-воздушным силам Сальвадора транспортный самолёт Beechcraft AT-11 Kansan, который прибыл в страну в мае 1948 года (после завершения программы обучения пилотов и авиатехников в зоне Панамского канала).
В 1955 году была сформирована рота технического обслуживания авиатехники (Compañía de Mecánicos de Aviación Militar).
В конце 1950-х годов по программе военной помощи из США было получено 20 самолётов Goodyear FG-1D, которые стали основой ВВС страны и находились в строю больше десяти лет. Однако с течением времени их состояние ухудшалось, и к 1968 году в строю оставалось только пять таких машин. Тем не менее, нараставшее напряжение в отношениях с Гондурасом стало причиной приобретения шести истребителей F-51 «Mustang II» различных модификаций и одного бомбардировщика B-26B.
Помимо авиатехники ВВС, в стране имелась гражданская авиация — в марте 1961 года здесь действовали две частные авиакомпании: «TACA International Airlines, S.A.» (в распоряжении которой имелось два DC-4 и два Vickers Viscount) и «Aereolineas El Salvador, S.A.» (имевшая один C-46).
В июле 1963 года в составе ВВС было создано парашютно-десантное подразделение: 1-я воздушно-десантная рота.
В июне 1969 года, перед началом «100-часовой» приграничной войны с Гондурасом, численность военно-воздушных сил Сальвадора составляла около 1000 человек (в том числе, 34 пилота), на вооружении находились один истребитель TF-51 «Cavalier Mustang» Mk.II, четыре F-51 «Cavalier Mustang» Mk.II, один F-51D «Mustang», шесть FG-1D, один вооружённый учебно-тренировочный самолёт North American SNJ-5, пять транспортных самолётов (один DC-4M и четыре C-47), а также 11 лёгких самолётов (пять Cessna U-17A «Skywagon», пять Cessna T-41A и один Cessna T-41C «Mescalero»). Ранее приобретённый бомбардировщик B-26B не был готов к использованию по причине технической неисправности и отсутствия запасных частей, но в случае начала войны в распоряжение военно-воздушных сил могли быть переданы ещё несколько самолётов гражданской авиации. В ходе боевых действий, в распоряжение ВВС поступили два истребителя — P-51D «Mustang», ранее находившийся в частном владении (гражданский регистрационный номер YS-210P, после постановки на вооружение получивший новый номер FAS-402), и F-51 «Cavalier Mustang 750» (регистрационный номер FAS-406). Безвозвратные потери составили четыре истребителя (были сбиты один F-51D и три FG-1D), ещё один транспортный самолёт C-47 получил повреждения.
После окончания войны, в июле и ноябре 1969 года были куплены первые вертолёты — два FH-1100.
В 1970-е годы были впервые приобретены реактивные самолёты, в том числе 12 шт. учебно-тренировочных самолётов CM.170 «Fouga Magister» (девять были приобретены в 1973—1975 гг. в Израиле и ещё три — во Франции) и четыре транспортных самолёта IAI-201 «Arava». Обучение пилотов проходило в Израиле.
В 1974 году численность военно-воздушных сил составляла 1 тыс. военнослужащих. В 1974 году была создана вторая парашютно-десантная рота, после чего парашютно-десантное подразделение ВВС было переформировано в батальон двухротного состава.
В 1975 году в Израиле были куплены 18 шт. истребителей Dassault Super Mystère B.2 и Dassault MD.450 «Ouragan», которые стали первыми реактивными боевыми самолётами на вооружении стран Центральной Америки.
По состоянию на 1978 год, в составе ВВС имелось 40 боевых, транспортных и учебных самолётов.

### ВВС Сальвадора в ходе гражданской войны (1979—1992)
В период гражданской войны 1979—1992 года США оказывали значительную организационную, финансовую, материальную и военную помощь правящему режиму в борьбе с партизанским движением. В этот период происходит увеличение численности и возрастает боеспособность правительственных ВВС, а понесённые ими в ходе войны потери возмещались дополнительными поставками авиатехники.
Израиль поставил Сальвадору снаряженные напалмом авиабомбы.
В 1980 году военно-воздушные силы насчитывали около 1 тыс. военнослужащих и состояли из одного парашютно-десантного батальона, одного зенитного дивизиона (24 шт. 20-мм зенитных установок М-55 производства Югославии), одного небольшого пехотного подразделения охраны объектов и четырёх эскадрилий (всего 67 летательных аппаратов).
- в составе боевой эскадрильи находились 11 шт. реактивных истребителей MD.450 «Ouragan», а также четыре «Super Mystere B.2» и шесть самолётов MS.893 «Rallye», переоборудованных для ведения контрпартизанских действий.
- транспортная эскадрилья (Escuadrilla de Transporte) состояла из шести самолётов C-47 и четырёх «Arava-201».
- тренировочная эскадрилья состояла из четырёх оснащенных оружием тренировочных самолётов CM.170 «Fouga Magister», а также нескольких устаревших самолётов T-34, T-6 и T-41.
- вертолётная эскадрилья (Escuadrilla de Helicoptero) состояла из 13 вертолётов: десяти UH-1H, одного FH-1100, одного SA.315 «Lama» и одного SA.316 «Alouette III».

14 января 1981 года на авиабазу Илопанго прибыли шесть вертолётов UH-1H, переданных США для правительственных войск.
1 января 1982 года численность пехотного подразделения охраны объектов была увеличена до двух пехотных рот (1ª Compañía de Fusileros и 2ª Compañía de Fusileros).
В феврале 1982 года из США в Сальвадор были переброшены шесть штурмовиков A-37B (операция «Project Elsa»), а в ноябре — ещё шесть A-37B. Кроме того, в течение 1982 года были поставлены три военно-транспортных самолёта C-123K.
1 января 1984 года численность пехотного подразделения охраны объектов была увеличена до трёх пехотных рот, была сформирована 3-я пехотная рота (3ª Compañía de Fusileros).
В сентябре 1984 года США передали ВВС Сальвадора ещё десять вертолётов UH-1 «Хьюи», после этого количество вертолётов этого типа в ВВС Сальвадора увеличилось до тридцати двух. Также, в сентябре 1984 года госдепартамент США объявил о намерении передать ВВС Сальвадора самолёты AC-47.
В конце декабря 1984 года был получен первый Douglas AC-47D, а в январе 1985 года — ещё один такой самолёт. Их появление привело к изменению характера боевых действий — после сражения 7-8 января 1985 года, в котором батальон ФНОФМ окружил подразделение пехотного батальона правительственных войск (BIAT «Techuacan»), но оказался не способен атаковать и разгромить его из-за противодействия авиации (одного, а затем двух AC-47D и трёх, а затем четырёх штурмовиков A-37B) повстанцы вплоть до начала «стратегического наступления» (11 ноября 1988 года) не предпринимали массированных пехотных атак армейских подразделений противника.
В 1985 году численность военно-воздушных сил Сальвадора составляла 2350 человек.
1 января 1986 года пехотное подразделение охраны объектов было преобразовано в пехотный батальон охраны объектов (Batallón de Seguridad) четырёхротного состава.
В феврале 1986 года вертолётная эскадрилья была преобразована в вертолётную группу (Grupo de Helicópteros).
По состоянию на 1986 год, ВВС Сальвадора насчитывали более 2300 человек и свыше 90 летательных аппаратов.
Максимальная численность ВВС Сальвадора была достигнута в 1987—1989 годы, в этот период она составляла до 2500 человек (с учётом курсантов и солдат вспомогательных частей аэродромного обслуживания). В этот период они состояли из одного парашютно-десантного батальона, одного зенитного дивизиона (24 шт. 20-мм зенитных установок М-55 производства Югославии и четыре самоходных безоткатных орудия), одного пехотного батальона, пяти эскадрилий и одного военно-учебного заведения.
- учебно-тренировочная эскадрилья Военно-воздушной школы (Escuela de Aviacion Militar — EAM): один самолёт Cessna T-41 и шесть самолётов CM-170 «Magister».

На базе ВВС Илопанго базировались:
- боевая эскадрилья (Escuadrilla de Ataque): восемь истребителей MD.450 «Ouragan»
- эскадрилья штурмовой и бомбардировочной авиации (Escuadrilla de Caza Bombardeo)
- транспортная эскадрилья (Escuadrilla de Transporte): пять C-47D, один DC-6B, три IAI-201 «Arava» и два C-123K.
- большая часть вертолётной эскадрильи (Escuadrilla de Helicoptero), в составе которой насчитывалось 67 машин (в том числе, девять Hughes 500MD; 14 шт. UH-1M; 38 UH-1H; три SA.315 «Lama» и три SA.316 «Alouette III»).

На базе ВВС Сан-Мигель базировались:
- «контрпартизанская» эскадрилья (Escuadrilla de Caza): 11 лёгких разведчиков O-2A, десять штурмовиков A-37B и два AC-47D
- часть вертолётной эскадрильи (Escuadrilla de Helicoptero)

### После 1992

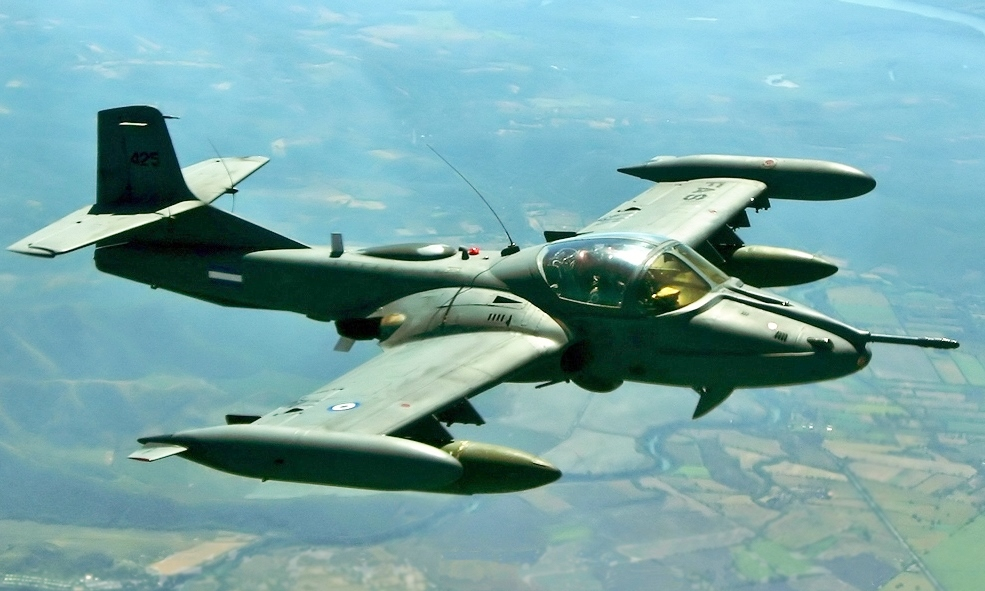
штурмовик A-37 военно-воздушных сил Сальвадора (20 июня 2005 года)

В соответствии с мирным соглашением, после окончания гражданской войны, в 1992—1994 годы численность вооружённых сил (в том числе, ВВС) и их финансирование были сокращены.
В 1997 году в Чили были заказаны и в 1998 году — получены пять учебно-тренировочных самолётов T-35 «Pillan».
По состоянию на начало 1998 года, численность личного состава ВВС Сальвадора составляла 1600 человек. На вооружении имелись боевые, транспортные и учебно-тренировочные самолёты (десять A-37B и OA-37B, два AC-47, одиннадцать O-2A и O-2B, шесть CM.170 «Fouga Magister», пять транспортных C-47, один C-123K, один DC-6B, один «Swearingen Merlin IIIB», девять Rallye-235GT, два Cessna 210, три T-41С и T-41D, один «Rockwell Commander»), а также вертолёты (десять Hughes-500D и Hughes-500E, тридцать девять UH-1M и UH-1H и шесть TH-300).
В течение 2000 года были потеряны два самолёта и один вертолёт
- 19 января 2000 разбился учебно-тренировочный самолёт T-35B[19]
- 8 марта 2000 разбился вертолёт Hughes-500[19]
- 10 декабря 2000 разбился учебно-тренировочный самолёт T-35B[19]

16 января 2002 года при выполнении тренировочного полёта в районе авиабазы Илопанго вошёл в штопор и разбился штурмовик A-37B, погиб командующий военно-воздушными силами страны, который управлял самолётом.
23 июля 2004 года при посадке на аэродром был повреждён транспортный самолёт Basler BT-67.
В 2010 году численность личного состава ВВС Сальвадора составляла 771 человек (из них, 200 человек — в составе подразделения ПВО). На вооружении имелись боевые, транспортные и учебно-тренировочные самолёты (пять A-37B и два OA-37B, семь O-2A и O-2B, два CM.170 «Fouga Magister», три транспортных Basler BT-67 и два C-47R, один Cessna-337G, два Cessna 210, пять T-35, пять Rallye-235GT, один T-41D и один Fairchild Swearingen SA.226), а также вертолёты (один Bell 407, четыре Bell 412EP, семь Hughes-500MD, пять UH-1M, двадцать два UH-1H и шесть TH-300).
В октябре 2012 года по программе военной помощи из США было получено три вертолёта Hughes MD-500E (общей стоимостью 9 млн долларов).
В 2013 году правительство Сальвадора подписало контракт о приобретении в Чили десяти штурмовиков A-37B. Общая сумма сделки составляла 8,6 млн долларов США, в 2014 году все десять A-37B были поставлены.
1 октября 2014 разбился самолёт PA-23 «Aztec» ВВС Сальвадора.
В 2015—2023 гг. вооружённые силы Сальвадора участвовали в операции ООН в Мали. В состав миротворческих сил ООН был направлен авиаотряд из трёх вертолётов MD-500, пилотов и авиатехников ВВС Сальвадора. 29 ноября 2019 года при выполнении полёта в районе города Гао один вертолёт MD.500E разбился, из двух находившихся на борту членов экипажа пострадал один человек (второй пилот, лейтенант Mario Sánchez Romano).
21 января 2020 года после взлёта с базы ВВС Илопанго разбился самолёт T-35 «Pillan» военно-воздушных сил Сальвадора (бортовой номер 74), погибли оба пилота.
2 декабря 2021 года во время поиска пропавшей в Тихом океане яхты у побережья департамента Ла-Пас разбился самолёт «Beechcraft Baron G58» ВВС Сальвадора (погибли три военнослужащих).

## Современное состояние

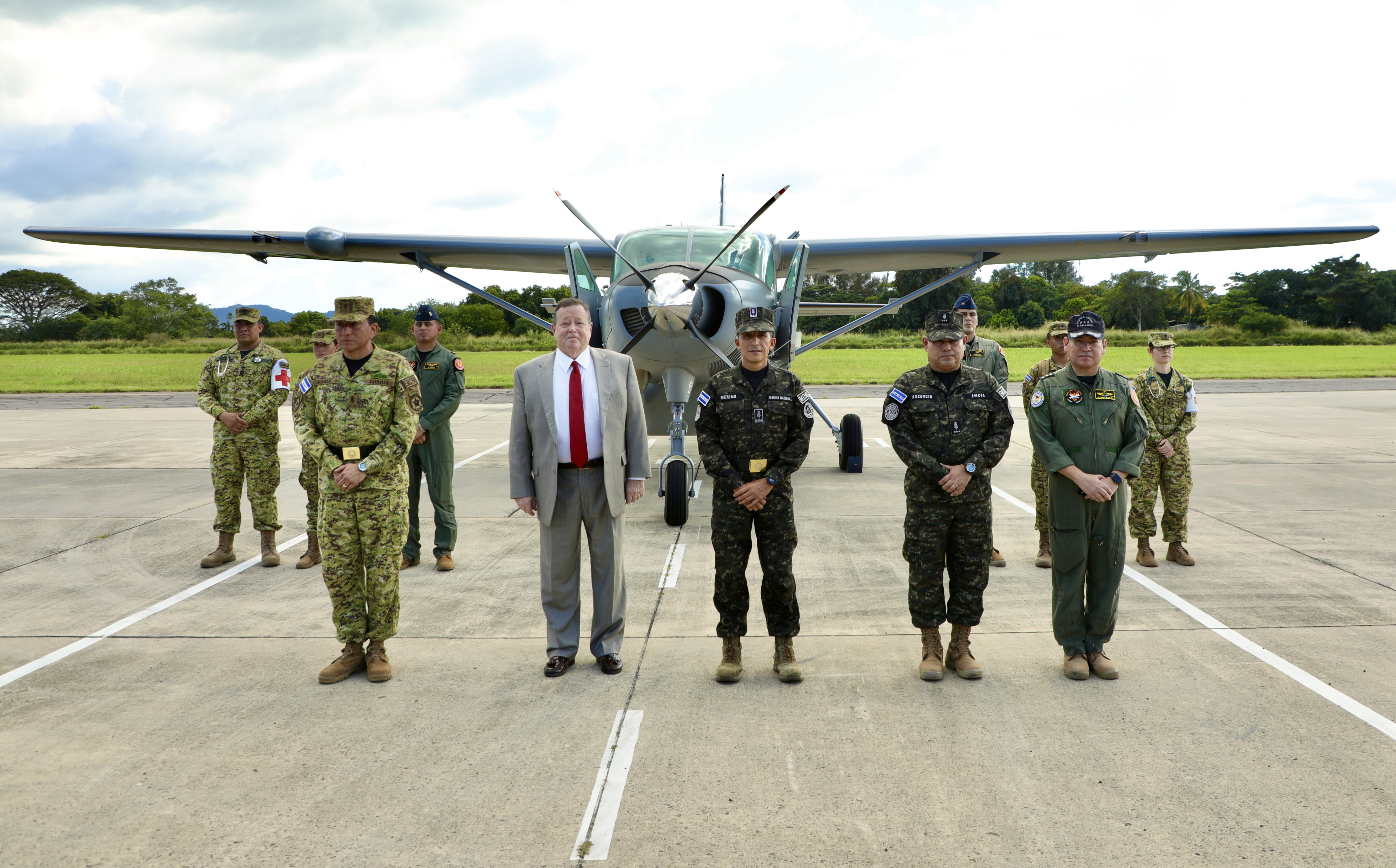
передача посольством США самолёта "Cessna-206B" для ВВС Сальвадора (4 декабря 2023)

По состоянию на начало 2022 года численность личного состава ВВС Сальвадора составляла 2 тыс. человек. На вооружении имелись боевые, транспортные и учебно-тренировочные самолёты (14 штурмовиков A-37B и пять OA-37B, шесть самолётов-разведчиков O-2A и O-2B, два транспортных Basler BT-67, один «Коммандер-114», три IAI-201, один Cessna-337G, два Cessna 210, три T-35, пять Rallye-235GT, один T-41D и один Fairchild Swearingen SA.226Т), а также 14 многоцелевых вертолётов (четыре Bell 412EP, восемь MD.500E и два UH-1M), 9 транспортных вертолётов (восемь UH-1H и один Bell 407) и пять учебных вертолётов TH-300.
В октябре 2023 года правительство США передало военно-воздушным силам Сальвадора по программе военной помощи легкомоторный самолёт "Cessna-206B Grand Caravan" (который был официально зачислен в состав ВВС 4 декабря 2023 года - после прибытия в Сальвадор).

## Дополнительная информация
- в декабре 2001 года в здании старого терминала международного аэропорта в Сан-Сальвадоре был открыт Национальный музей авиации Сальвадора, в экспозиции которого находится несколько снятых с вооружения самолётов национальных ВВС[32]